# 지치부 사건

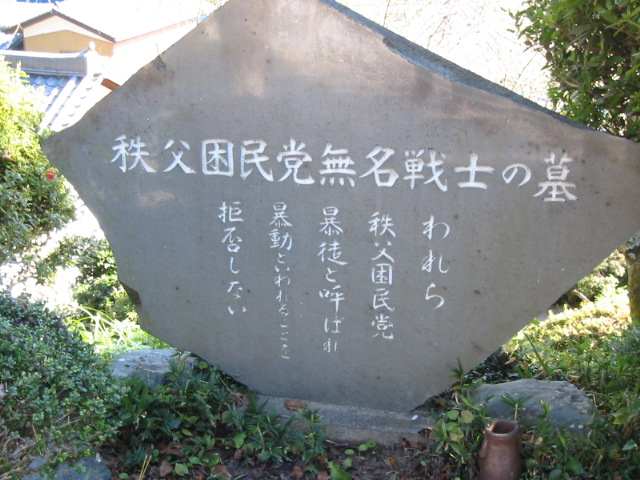
지치부 곤민당 무명전사의 묘

지치부 사건(일본어: 秩父事件 지치부지켄[*])은 1884년(메이지 17년) 10월 31일에서 11월 9일 사이 사이타마현 지치부군의 농민들이 정부에 부채의 연납, 잡세의 감소를 요구하며 일으킨 무장봉기 사건이다. 인접한 군마현・나가노현의 정촌들에도 파급되어 수천 명 규모의 폭동으로 비화했다. 자유민권운동의 영향하에 발생한 소위 "격화사건(激化事件)"들 중 대표적인 사례로 언급된다.

## 사건의 배경
막말 이후 부국강병 명분으로 해마다 증세가 이뤄지는 가운데 1881년 재무경에 취임한 마쓰카타 마사요시의 재정정책(마츠카타 재정)으로 인해 디플레이션이 발생하여 취약한 일본 경제, 특히 농업 부문에 불황으로 이어졌다. 농산물 가격 하락으로 인해 빈농일수록 더욱 곤궁한 상태가 되었다.
또 1873-96년 사이의 유럽 장기불황으로 인해 1882년 당시 유럽 최대규모였던 리옹 생사 거래소의 대폭락 영향으로 1883년 일본내 생사 가격도 폭락했다.
치치부 지방은 옛날부터 양잠이 성했으나 생사에 치우쳐있었고 다른 양잠지역보다도 프랑스와의 관계가 밀접하여 폭락의 영향도 강하게 받았다. 양잠농가 대부분은 생사 매출을 담보로 돈을 빌려 생활했기 때문에 가격폭락과 증세가 겹치면 이후 은행과 사채업자들의 압박이 심해져 삶이 금세 비참한 상황으로 내몰렸다.
당시 메이지 정부는 정부 주도로 헌법 제정, 국회 개설을 준비하면서 자유 민권 운동을 탄압했다. 민권파는 그것에 대항하면서 진실로 좋고 아름다운 국회를 개설하려면 압제정부를 실력으로 전복해야 한다는 생각을 가진 사람들이 나오기 시작했다.
1881년 아키타 사건, 1882년 후쿠시마 사건, 1883년 다카다 사건 등 소위 격화사건은 메이지 정부가 민권운동가들의 전복론을 트집잡아 탄압한 것이다. 1884년의 군마 사건은 군마현의 말단 자유당원이 妙義山 기슭에서 고통받는 농민들을 결집시켰던 것이고 1884년의 加波山 사건은 이바라키현의 加波山에서 폭렬탄으로 무장한 16인의 급진운동가가 경관대와 충돌한 사건이었다.
특히 加波山사건은 완전한 입헌정치를 위해 자유의 공적인 전제정부를 타도한다 공언한 무장봉기여서 정부에 충격을 주었다. 규모가 작고 목표도 토치기현청 낙성식 참석 공무원을 습겹한 정도였지만 격화하는 경향은 분명했다.
그러던 중 노선차이와 加波山 사건 처리를 둘러싼 내분으로 1884 10월 29일에 자유당은 해당했다. 그날은 치치부 사건 발생 이틀 전이었다. 이후 자유당은 재결성과 해산을 반복하게 된다. 치치부 사건 지도부는 봉기시 자유당 해당 정보를 몰랐다.

## 개요
치치부 지방에서 자유민권사상을 접한 자유당원들이 중심이 되어 곤민당을 조직했다. 1884년 산림집회를 열고 고리대 협상과 청원활동을 했지만 결과가 좋진 않았다. 조세경감, 의무교육 연기, 채무 동결을 요청하기 위한 봉기가 제안되어 오미야 마을의 나누시인 田代栄助가 대표로 추대되었다. 봉기는 비폭력 청원을 목적으로 했다.
자유당 해산 이틀 뒤인 10월 31일 下吉田의 椋神社에서 궐기집회를 열고 하단에 따로 정리해둔 각종 규칙을 만들었다. 봉기가 시작되고 금세 치치부군을 제압하여 고리대와 등기문서 등을 파기했다.
이미 전신이 개통되어 봉기와 규모를 파악한 정부는 기차를 이용해 경찰대와 헌병대를 보냈으나 고전했다. 도쿄의 진대에 의해 11월 4일 곤민당 지도부는 진압되었다. 일부 급진파는 기타아이키촌 출신 자유당원 변호사 菊池貫平를 리더로 신슈방면까지 진출했지만 11월 9일 佐久郡에서 진압되었다. 관련자들이 속속 체포되었으나 경찰관도 5명이 순직했다.
사건후 14000명이 처벌되고 주모자로 지목된 田代栄助・加藤織平・新井周三郎・高岸善吉・坂本宗作・菊池貫平・井上伝蔵 7인은 사형판결을 받았다. 井上伝蔵는 홋카이도로 도주해 1918년 사망했고 菊池貫平는 도주했다가 잡혔으나 1905년 출옥후 1914년 사망했다.

## 곤민당 조직

### 역할
- 총리	오미야향의 다시로 에이스케
- 부총리	이사마촌의 가토 오리헤이
- 회계장	시모요시다촌 이노우에 덴조
- 회계장	우에히노자와촌의 미야카와 쓰모리
- 회계장 겸 오미야향 소대장	오미야향의 시바오카 구마키치
- 참모장	신주 기타아이키촌의 기쿠치 간페이
- 갑대대장	오부스마군 니시노이리촌아라이 슈자부로
- 갑부대장	후부촌의 오노 묘키치
- 을대대장	시모요시다촌의 이즈카 모리조
- 을부대장	시모요시다촌의 오치아이 도라이치

그 외 다른 치치부 내 마을 소대장, 군량담당, 군비담당, 탄약담당, 총포대장, 전령사 등의 역할이 있었다.

### 군율
- 제 1 조 금품을 약탈하면 참한다
- 제 2 조 여색을 범하면 참한다
- 제 3 조 주연을 벌이면 참한다
- 제 4 조 사적인 원한으로 방화 난동을 벌이면 참한다
- 제 5 조 명령 불복종은 참한다

봉기 기간동안 곤민당원들은 자유자치원년이라는 사연호를 썼다.

## 비고
- 『치치부 사건사료집성』 편찬에 참여한 역사학자 이로카와 다이키치는 당시 메이지 정부가 이를 세이난 전쟁에 준한 반란으로 인식했다고 지적했다. 취조 조서에서는 천황제를 무너뜨리는 것이 목표였다는 자백을 받았다는 기록이 있다.

- 佐藤政憲은 치치부 사건이 가난때문에 일어난 것이 아니라 개별 농가들이 변화속에서 변화속에서 적응하지 못했고 그 과정에서 으깨진 농민들의 분노때문에 벌어진 것이라 지적했다.

- 11월 4일에 사실상 진압되었지만 5일까지도 산발적인 전투가 있었다. 小早川坂本間道에서 곤민당 잔당 40여명은 나무 대포와 돌 탄환을 사용했다. 불꽃놀이용 나무 대포에 바퀴를 달았다. 두번째 발사에 포대가 파열되었고 탄이 뒤로 발사되어 농민 세명이 죽었고 세명이 체포되었다. 당시 보도된 삽회에는 나무 포대를 4척 길이에 4촌 5분 정도의 구경으로 그려두었다.

- 11월 3일 전투에서 헌병대의 권총소리는 났지만 총알이 발사되지 않아 당황했다. 그때 사용한 총スペンセル銃은 세이난 전쟁에 사용했던 것이고 발사될 기미가 없어서 철수했다.

## 치치부 사건을 다룬 작품
小説
- 西野辰吉 『秩父困民党』（大日本雄弁会講談社、1956年）
- 徳永真一郎 「秩父事件」（『明治の逆徒』所収、毎日新聞社、1982年）

版画
- 羽田信弥 作/中沢市朗 文『峠の叫び 秩父事件の風土と群像』（光陽出版社、2002年） ISBN 4-87662-316-3

映画
- 『草の乱』（神山征二郎監督、2004年）

テレビドラマ
- 大河ドラマ『獅子の時代』（NHK、1980年）

漫画
- 安彦良和『王道の狗』
- 『劇画・秩父事件』（森哲郎、1977年）

演劇
- 『秩父の野分』（劇団はぐるま座、1961年）
- 『野火』（劇団はぐるま座、1967年）

자료관

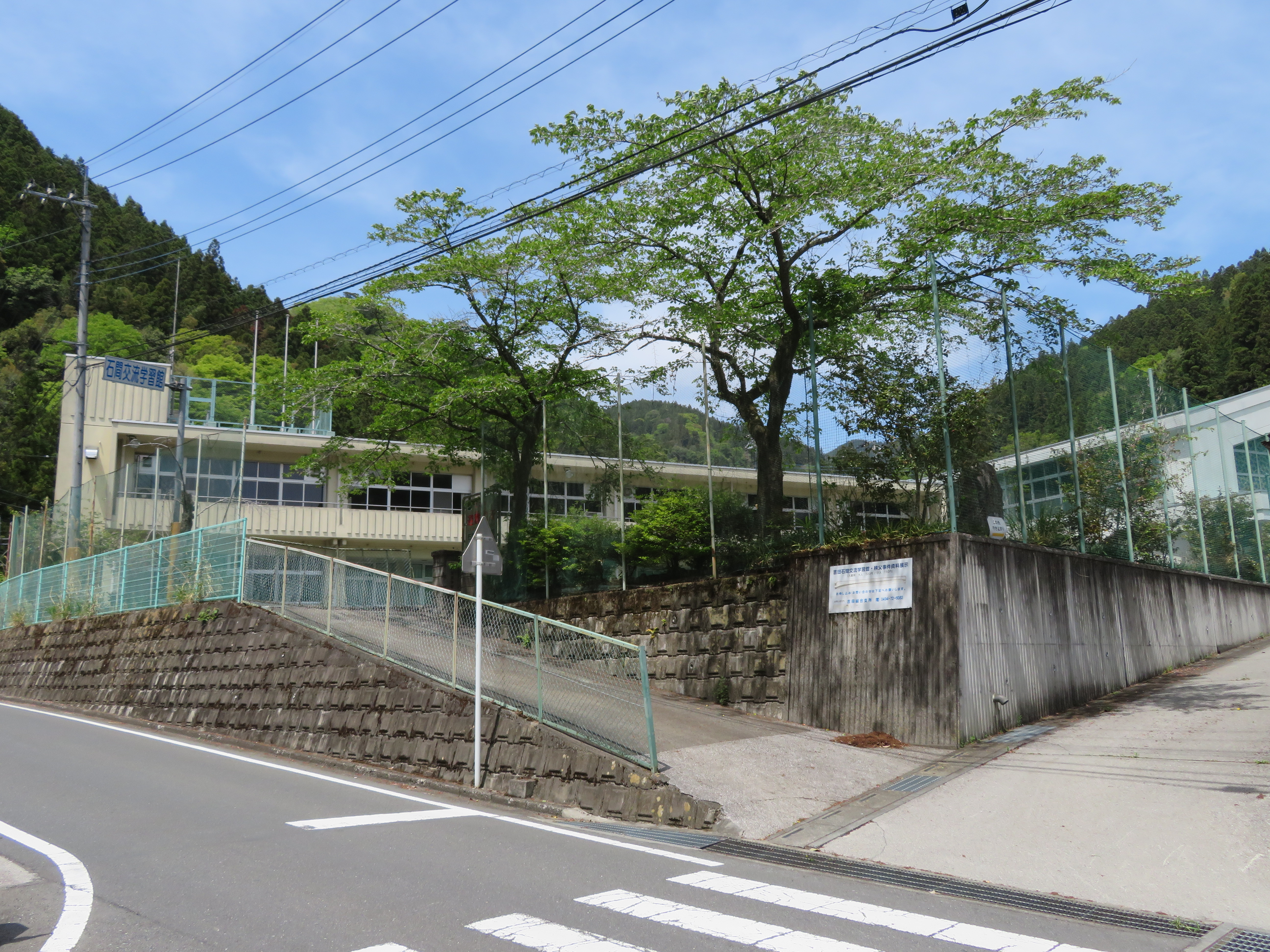
石間 교류 학습관

- 秩父事件資料館 - 틀:ウィキ座標、道の駅「龍勢会館」隣接。映画『草の乱』撮影時の井上伝蔵邸（商家「丸井」）セット。
- 石間交流学習館 - 틀:ウィキ座標、旧吉田町立石間小学校。

## 같이 보기
- 日本史の出来事一覧
- 잇키
- 자유 민권 운동 - 자유당
- 秩父地方
- 道の駅龍勢会館：인근에 영화 「草の乱」 촬영소가 있다
- 마나가시역 : 전장 사적공원이 있다